# Freyeria grisea
Freyeria grisea är en fjärilsart som beskrevs av Aigner 1906. Freyeria grisea ingår i släktet Freyeria och familjen juvelvingar. Inga underarter finns listade i Catalogue of Life.